# 扎维

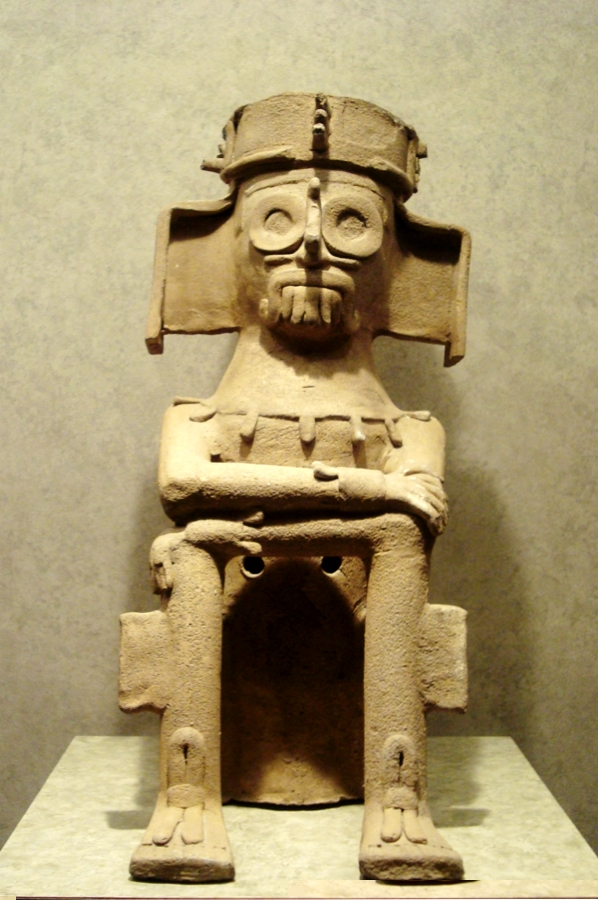
扎维

扎维（米斯特克语：Dzahui）是中美洲古文明米斯特克神话的雨神。米斯特克人认为雨神是他们的守护神，将他们居住的土地称为纽扎维（Ñuu Dzahui），意为“扎维之地”。在干旱、疾病或丰收时节，米斯特克人会在山顶将儿童献祭给雨神。他和中美洲其他文化的雨神有所联系，如玛雅文明的恰克和阿兹特克文明的特拉洛克。